# What You Get Is What You See
Ne doit pas être confondu avec What you see is what you get.
Singles par Tina Turner
Girls
(1986) Break Every Rule
(1987)
What You Get Is What You See est une chanson de la chanteuse américaine Tina Turner, parue sur son album Break Every Rule. Elle est sortie en single en février 1987.
L'édition maxi 45 tours du single comprend trois versions de la chanson, dont deux versions longues, « Extended Dance Mix » et « Extended Rock Mix » ainsi qu'une version live enregistrée à Londres en novembre 1986. Un enregistrement public différent de la chanson a été utilisé plus tard comme morceau d'ouverture de l'album Tina Live in Europe de Turner en 1988. Cette version  est également incluse dans son album live de 2009, Tina Live.
Le clip de la chanson est réalisé par Peter Care et filmé sur place dans la vallée de Coachella, en Californie.

## Contexte
La chanson, écrite par l'équipe de Terry Britten et Graham Lyle, est notablement différente des trois singles précédents qu'ils avaient écrits pour Turner, What's Love Got to Do with It, We Don't Need Another Hero et Two People, puisque What You Get Is What You See est un morceau de rock à tendance country rythmée. La chanson devait à l'origine comporter un solo de guitare d'Eric Clapton, mais la contribution de Clapton a été accidentellement enregistrée une octave trop bas ; Terry Britten a finalement joué le solo de guitare lui-même.

## Crédits
- Tina Turner – chant
- Nick Glennie-Smith – claviers
- Terry Britten – programmation, guitare basse
- Graham Lyle – mandoline

## Classements
| Classement (1987)                      | Meilleure position |
| -------------------------------------- | ------------------ |
| Allemagne de l'Ouest (Media Control)   | 17                 |
| Australie (Kent Music Report)          | 15                 |
| Autriche (Ö3 Austria Top 40)           | 23                 |
| Belgique (Flandre Ultratop 50 Singles) | 38                 |
| Canada (Top Singles)                   | 23                 |
| États-Unis (Hot 100)                   | 13                 |
| Europe (European Hot 100 Singles)      | 18                 |
| Irlande (IRMA)                         | 16                 |
| Nouvelle-Zélande (RMNZ)                | 41                 |
| Royaume-Uni (UK Singles Chart)         | 30                 |

| Classement (1987)             | Position |
| ----------------------------- | -------- |
| Australie (Kent Music Report) | 92       |